# Antierou

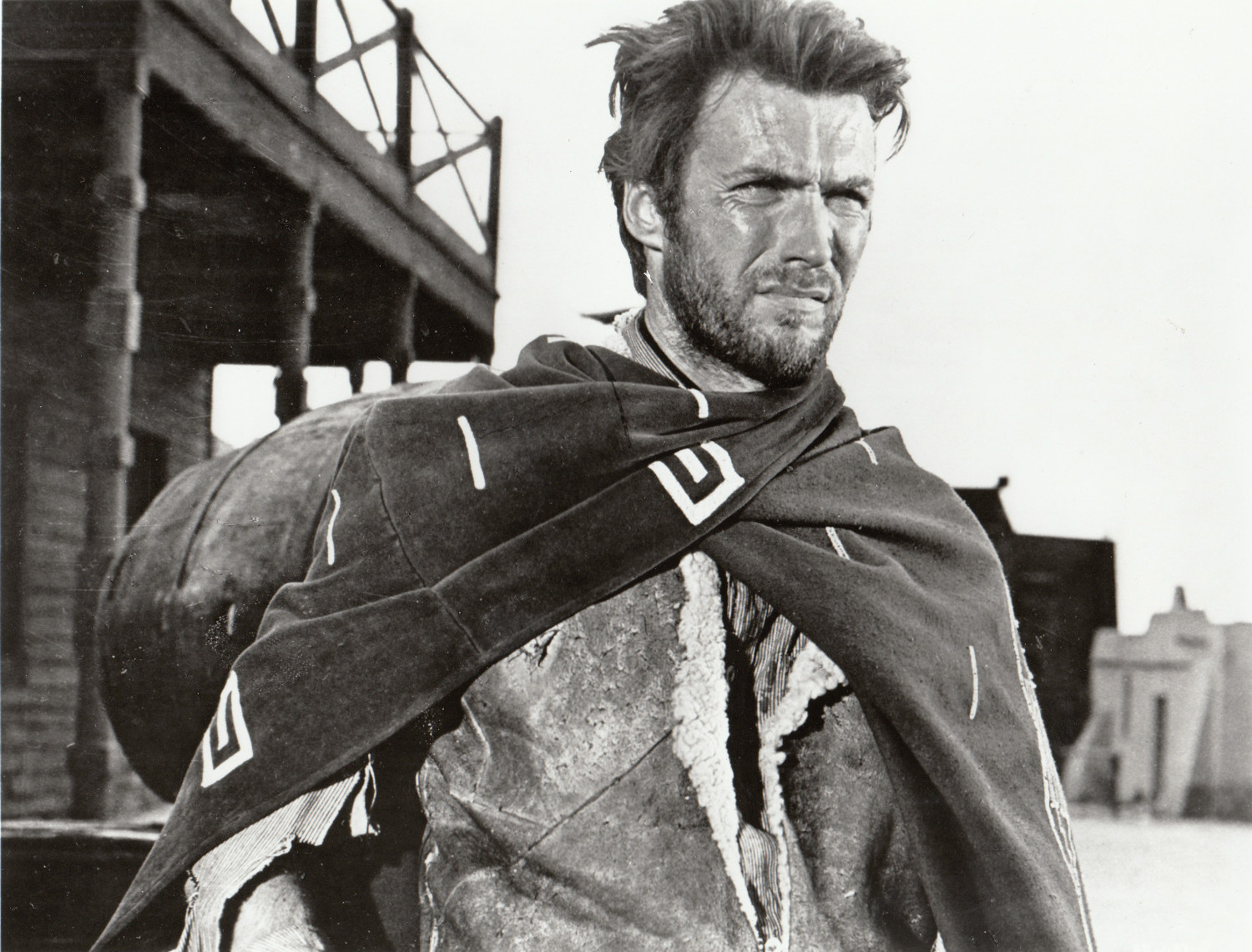
Westernurile revizioniste au de obicei antieroi în rolurile principale, ale căror acțiuni sunt ambigue din punct de vedere moral. Clint Eastwood, reprezentat aici în filmul Pentru un pumn de dolari (1964), portretizează un antierou arhetipal numit „Omul fără nume” în trilogia western spaghetti a dolarilor.

Un antierou sau o antieroină, numit și erou negativ, este un personaj principal al unei povești care nu are calități convenționale de erou, precum idealism, curaj și moralitate. Deși antieroii pot efectua uneori acțiuni care sunt corecte din punct de vedere moral, motivele lor nu sunt întotdeauna oneste, ei acționând de multe ori pentru interesul propriu sau în moduri care încalcă normele etice convenționale.

## Istoric

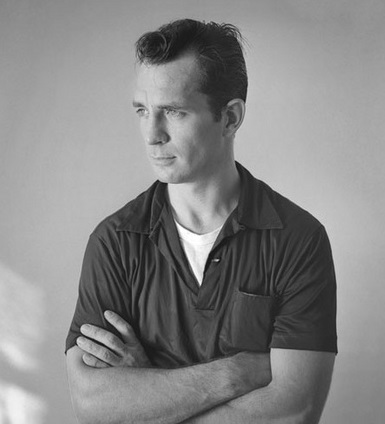
Scriitorul american Jack Kerouac și alți reprezentanți ai „Generației Beat” au creat protagoniști gânditori și critici, care i-au influențat pe antieroii multor scrieri ulterioare.

Un antierou timpuriu este Tersites din Iliada lui Homer.:197–198 Acest concept a fost identificat, de asemenea, în drama greacă clasică, satira romană și în literatura renascentistă,:197–198, cum ar fi romanul Don Quijote și proza picarescă.
Termenul de antierou a fost folosit prima dată în 1714, el apărând în scrieri precum Nepotul lui Rameau în secolul al XVIII-lea,:199–200 și este utilizat, de asemenea, într-un sens mai larg pentru a-i caracteriza pe eroii byronieni.
Romantismul literar din secolul al XIX-lea a contribuit la popularizarea unor noi forme de antierou,, cum ar fi dublura gotică. Antieroul a devenit în cele din urmă un exponent al criticii sociale, fenomen asociat adesea cu protagonistul anonim din romanul Însemnări din subterană al lui Dostoievski.:201–207 El a apărut ca un personaj contrastant față de arhetipul eroului tradițional, proces pe care Northrop Frye l-a denumit „centru de greutate” ficțional. Această evoluție indică o schimbare literară a ethosului eroic de la aristocratul de origine rurală la omul simplu din mediul citadin, așa cum a fost trecerea de la narațiunea epică la narațiunea satirică.
Huckleberry Finn (1884) a fost numit „primul antierou din pepiniera americană”.
Antieroul a devenit proeminent în operele existențialiste de la începutul secolului al XX-lea, cum ar fi Metamorfoza (1915) de Franz Kafka, La Nausée (1938) de Jean-Paul Sartre și Străinul (1942) de Albert Camus. Protagonistul acestor scrieri este un personaj nehotărât, care-și lasă viața să curgă în voia sorții și trăiește stări de tristețe, angoasă și înstrăinare.
Antieroul a pătruns în literatura americană în anii 1950 și până la mijlocul anilor 1960 a fost portretizat ca un personaj izolat, aflat în imposibilitatea de a comunica cu semenii săi.:294–295 Antieroul american din anii 1950 și 1960 (așa cum apare în scrierile lui Jack Kerouac, Norman Mailer etc.) a fost, de obicei, mai proactiv decât omologul său francez, precum Dean Moriarty al lui Kerouac care a pornit la drum pentru a-și învinge plictiseala.:18 Versiunea britanică a antieroului a apărut în scrierile „tinerilor furioși” din anii 1950. Protestele colective organizate de adepții contraculturii din anii 1960 au făcut ca antieroul să iasă treptat din sfera ficțiunii,:1 deși a continuat să apară în operele literare și cinematografice.:295
Antieroul joacă, de asemenea, un rol important în filmele noir, cum ar fi Double Indemnity (1944) și Night and the City  (1950), în filmele cu gangsteri precum Nașul (1972) și în filmele western, mai ales westernuri revizioniste și westernuri spaghetti. Personajele principale din aceste westernuri au de multe ori un caracter moral ambiguu, cum ar fi „Omul fără nume”, interpretat de Clint Eastwood în Pentru un pumn de dolari (1964), Pentru câțiva dolari în plus (1965) și Cel bun, cel rău, cel urât (1966).